# فورستنفلدبروك
فورستنفلدبروك (بالألمانية: Fürstenfeldbruck) هي بلدة ألمانية تقع في ألمانيا في منطقة فورستنفلدبروك.[بحاجة لمصدر]

## المدن التوأمة
مدن زادار، تشرفيتيري، Livry-Gargan، ويتشيتا فولز (تكساس) و المنكب (إسبانيا) هي مدن توأمة لـفورستنفلدبروك.

## أعلام
- فرديناند فون ميلر
- ياكوف سبرينغر
- مارلون بلاكويل
- كورينا ليتشنر
- كلوز كوستا
- ريتشارد دبليو. هيغينز
- مايكل إس. مالون
- فولفغانغ شونكه
- مارتن ويلهلم كوتا
- أميتزور شابيرا